# Atalante (scen)
Atalante är en lokal för sceniska framträdanden i Göteborg. Den ligger på Övre Husargatan 1, nära Skanstorget, och var 1936–1986 en biograf med namnet Skansen.
Atalante grundades 1987 av dansgruppen Rubicon och scenen hette då Unga Atalante. Det är en konstnärsdriven scen och en mötesplats där det nyskapande och experimentella uppmuntras. I fokus står den samtida scenkonsten med nutida koreografin och experimentella musiken men även film, konst och festivaler där det ges utrymme för kulturdebatter och samtalsbarer.